# رابرت ام. تی. هانتر
رابرت ام. تی. هانتر (به انگلیسی: Robert M. T. Hunter) سناتور سابق عضو حزب دموکرات ایالات متحده آمریکا بود. وی در سال ۱۸۴۷ تا ۱۸۶۱ میلادی سناتور ایالت ویرجینیا در سنای ایالات متحده آمریکا بود.